# Tempestade tropical Izilda
A tempestade tropical severa Izilda (designação do JTWC: 24S; conhecida simplesmente como tempestade tropical Izilda) foi um ciclone tropical que afetou a Ilha Europa e o sudoeste de Madagascar no final do mês de março de 2009. Sendo o décimo primeiro ciclone tropical, a nona tempestade tropical moderada e a sexta tempestade tropical severa da temporada de ciclones no oceano Índico sudoeste de 2008-2009, Izilda formou-se de uma área de perturbações meteorológicas sobre o canal de Moçambique em 24 de março. Sob condições meteorológicas favoráveis, o sistema começou a se organizar, e ainda naquele dia o Centro Meteorológico Regional Especializado (CMRE) de Reunião classificou o sistema como uma depressão tropical ainda naquele dia, e como a tempestade tropical moderada Izilda horas mais tarde. O Joint Typhoon Warning Center (JTWC) também classificou o sistema como um ciclone tropical significativo em 24 de março, e lhe atribuiu a designação "24S". Após um período de estagnação, Izilda sofreu rápida intensificação durante a noite (UTC) de 25 de março, quando o CMRE o classificou para uma tempestade tropical severa, e alcançou seu pico de intensidade durante a madrugada (UTC) de 26 de março enquanto permanecia praticamente estacionário ao largo da costa sudoeste de Madagascar, com ventos máximos sustentados de 120 km/h, segundo o JTWC, ou 110 km/h, segundo o CMRE de Reunião. A partir de então, o cisalhamento do vento aumentou subitamente, removendo todas as áreas de convecção profunda associadas ao ciclone, que começou a se enfraquecer rapidamente. O CMRE de Reunião desclassificou Izilda para uma tempestade tropical moderada no início daquela tarde, e o JTWC emitiu seu aviso final sobre o sistema mais tarde naquele dia. O CMRE de Reunião fez o mesmo no dia seguinte.
O governo de Madagascar chegou a emitir avisos de ciclone para as regiões costeiras do sudoeste do país. No entanto, foram registrados apenas pequenos danos relacionados com o mar agitado causado pelo ciclone em Madagascar, na Ilha Europa e em Moçambique.

## História meteorológica

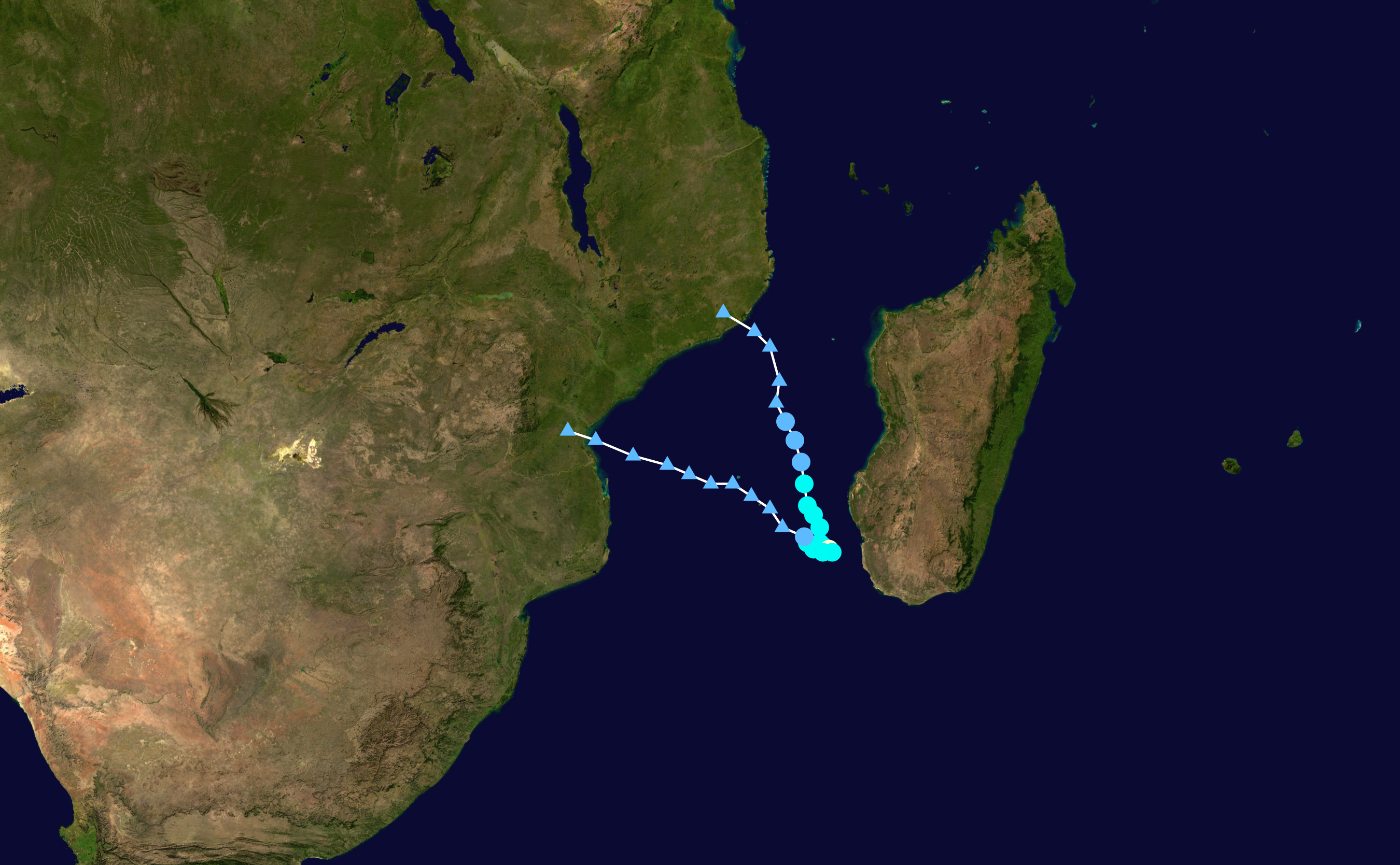
O caminho de Izilda

Izilda formou-se de uma área de perturbações meteorológicas que persistia sobre a região central do Canal de Moçambique que começou a mostrar sinais de organização em 21 de março. Inicialmente, o sistema consistia-se de áreas de convecção profundas com um leve giro ciclônico, indicando a presença de uma fraca circulação ciclônica de baixos níveis. Estando numa região de águas oceânicas quentes e com baixo cisalhamento do vento, a perturbação começou a se consolidar lentamente. A partir da manhã de 23 de março, a perturbação começou a se organizar rapidamente, e a sua circulação ciclônica de baixos níveis se consolidou com a formação de novas áreas de convecção profunda e pelo estabelecimento de bons fluxos de saída de altos níveis. Com isso, o Joint Typhoon Warning Center (JTWC) emitiu um "Alerta de Formação de Ciclone Tropical" (AFCT) durante a manhã de 23 de março. O Centro Meteorológico Regional Especializado (CMRE) de Reunião, agência meteorológica designada pela Organização Meteorológica Mundial (OMM) como responsável pela monitoração de ciclones tropicais no Oceano Índico sudoeste, notou a formação do sistema, e o classificou para uma perturbação tropical durante o início da madrugada (UTC) de 24 de março. As previsões se confirmaram, e o sistema já apresentava organização suficiente para ser declarado como um ciclone tropical significativo pelo JTWC durante aquela manhã (UTC), que atribuiu ao sistema a designação "24S".
O sistema continuou a se organizar, e o CMRE de Reunião o classificou para uma depressão tropical no início daquela tarde, e para a nona tempestade tropical moderada da temporada no início daquela noite (UTC), atribuindo-lhe o nome Izilda. A tendência de intensificação de Izilda parou durante o restante daquele dia, e durante o dia seguinte assim que o ciclone seguia lentamente para sul-sudeste e para sudeste pela periferia oeste de uma alta subtropical. No entanto, a partir da noite (UTC) de 25 de março, Izilda começou a sofrer rápida intensificação, e em apenas seis horas, seus ventos máximos sustentados aumentaram de 65 para 110 km/h, segundo o JTWC. Durante a rápida intensificação, Izilda chegou a exibir um olho mal definido assim que sua circulação ciclônica de baixos níveis ficou mais definido com os efeitos positivos dos fluxos de saída de altos níveis. Com isso, o CMRE de Reunião classificou Izilda para uma tempestade tropical severa ainda naquela noite (UTC). Izilda continuou a se intensificar até a manhã (UTC) de 26 de março, quando atingiu seu pico de intensidade, com ventos máximos sustentados de 120 km/h, segundo o JTWC, ou 110 km/h, segundo o CMRE de Reunião.
A partir de então, o cisalhamento do vento associado a um cavado de médias latitudes aumentou dramaticamente, causando praticamente a completa remoção das áreas de convecção profundas associadas do centro ciclônico de baixos níveis e consequentemente o seu rápido enfraquecimento, que começou a seguir para oeste-noroeste devido à interação com uma alta subtropical ao seu sudoeste. Com isso, o CMRE de Reunião desclassificou Izilda para uma tempestade tropical moderada ainda durante o início da tarde de 26 de março. A tendência de enfraquecimento rápido continuou, e o JTWC emitiu seu aviso final sobre o sistema ainda naquela noite (UTC). O CMRE de Reunião desclassificou Izilda para uma perturbação tropical remanescente durante a manhã (UTC) de 27 de março, e também emitiu seu aviso final sobre o sistema mais tarde naquele dia. A área de baixa pressão remanescente de Izilda continuou a seguir para oeste-noroeste, e dissipou-se completamente antes de alcançar a costa de Moçambique.

## Preparativos e impactos
Imediatamente após a formação de Izilda, as autoridades do governo de Madagascar emitiram avisos de ciclone para as regiões costeiras entre as cidades de Toliara e Morondava. O governo também recomendou para que os pescadores não saíssem para o mar devido à grande ondulação causada pelo ciclone. As autoridades do governo de Moçambique também tomaram várias precauções sobre um possível impacto do ciclone no país; Moçambique já estava sofrendo com enchentes que estavam afetando mais de 4.000 pessoas. O governo de Moçambique também recomendou aos pescadores para que não saíssem em mar aberto.
Izilda passou próximo à Ilha Europa, na região central do canal de Moçambique. Porém, nenhum dano foi relatado. Além da Ilha Europa, o sudoeste de Madagascar também recebeu chuvas moderadas associadas ao ciclone. Porém, nenhum impacto relacionado foi relatado. No entanto, a costa sudeste de Madagascar, partes da costa de Moçambique, além da Ilha Europa, foram afetadas pelo mar agitado, com ondas que chegaram por vezes a mais de 8 m de altura.